# Шаховская-Глебова-Стрешнева, Евгения Фёдоровна
Княгиня Евгения Фёдоровна Шаховская-Глебова-Стрешнева (урождённая фон Бреверн; 24 декабря 1840 —  12 ноября 1924) — русская меценатка и благотворительница; кавалерственная дама баварского Ордена Терезы (1869) и ордена Святой Екатерины (малого креста) (22.07.1913). Последняя представительница рода Глебовых-Стрешневых.

## Биография
Происходила из дворянского рода Бревернов. Дочь обедневшего генерал-майора барона Фёдора (Фридриха) Логгиновича фон Бреверна (1802—1882) от его брака с Натальей Петровной Глебовой-Стрешневой (1804—1881). Вместе с сестрой Варварой (1843— ?) получила домашнее воспитание. Была богатой наследницей: кроме половины имения матери она унаследовала в 1864 году все родовое стрешневское имение от бездетного дяди Ф. П. Глебова-Стрешнева.
В 1862 году вышла замуж за князя Михаила Валентиновича Шаховского (1836—1892). В 1864 году супругам по императорскому рескрипту была передана фамилия бездетного дяди Евгении Фёдоровны, вследствие чего они стали носить тройную фамилию. Пара была очень состоятельной, владела домами в Москве, а также усадьбами в Подмосковье и на Лазурном берегу Франции.
Не имея собственных детей и обладая большим капиталом, супруги Шаховские-Глебовы-Стрешневы занимались благотворительностью. Они жертвовали средства на летние детские колонии, лазареты и убежища для престарелых, состояли в попечительских советах сиротских приютов. Евгения Федоровна состояла членом московского земского попечительного о тюрьмах комитета, попечительницей Александровского убежища, покровительствовала искусству, театру. Как губернаторская жена,  участвовала в создании Эстляндского дамского комитета (1872) и Тамбовского губернского дамского комитета (1877).
Автор ряда биографических и исторических публикаций на французском и немецком языках.
Рядом со своим подмосковным имением Покровское-Стрешнево Евгения Фёдоровна создала первый загородный приют для девочек со слабым здоровьем. В самой усадьбе Покровское-Стрешнево по иницитиве княгини развернулось масштабное строительство с привлечением многих известных архитекторов. При Евгении Фёдоровне родовое имение пережило новый расцвет. Масштабную перестройку деятельная княгиня предприняла и в усадьбе Шаховских-Глебовых-Стрешневых на Большой Никитской улице, в которой ныне находится Геликон-опера. В наше время в Геликон-опере висит портрет, атрибутированный княгине, который, согласно новым исследованиям, не является аутентичным.

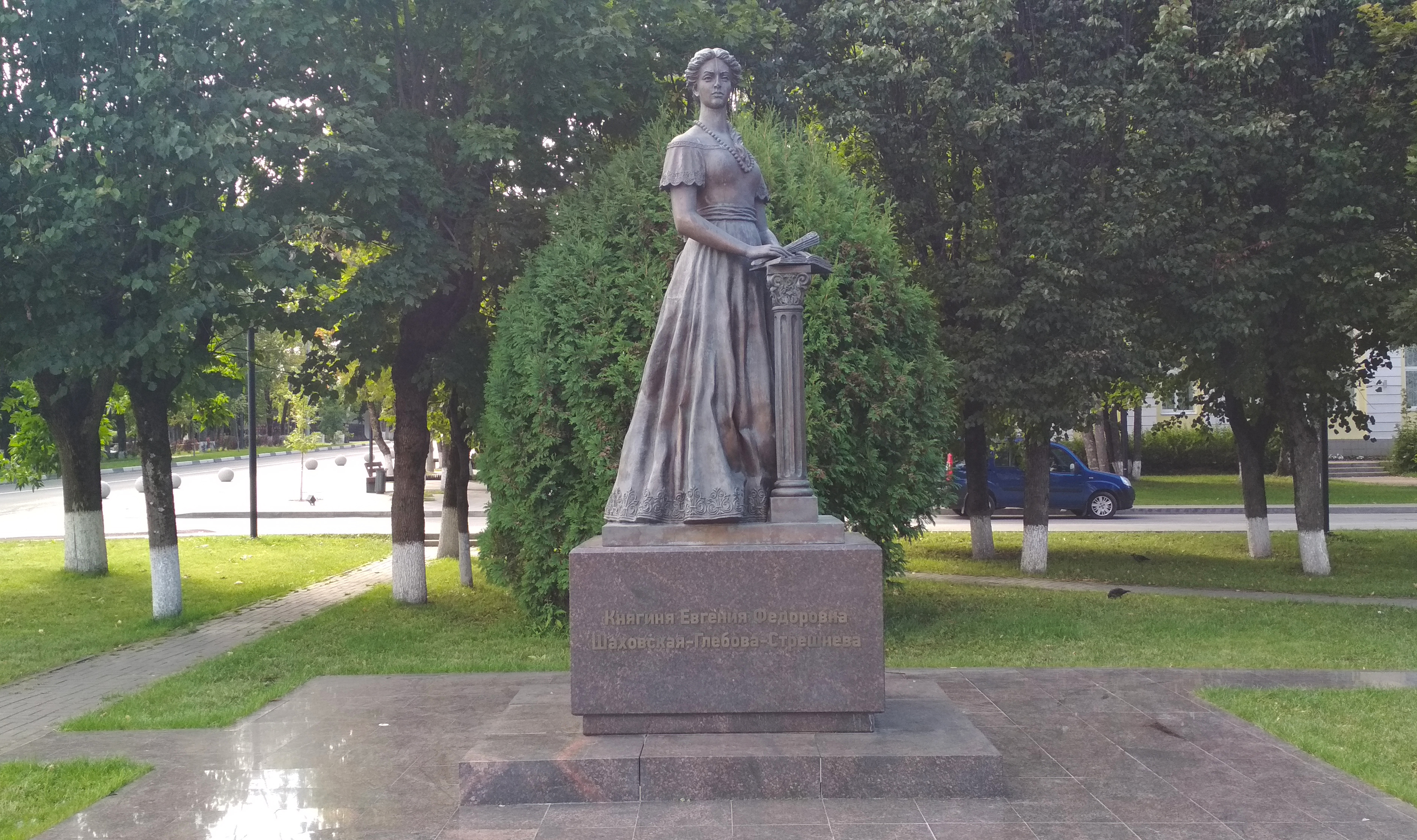
Памятник Е. Ф. Шаховской в Шаховской

В честь княгини был назван посёлок Шаховская, основанный в 1901 году в связи со строительством Московско-Виндавской железной дороги. Там же в 2017 году ей был установлен памятник.
Во время русско-японской войны Евгения Фёдоровна предоставила один из своих дворцов под госпиталь.
В ноябре 1918 года владения княгини были национализированы. 29 октября 1919 года пожилая женщина была арестована и провела в тюрьме два с половиной года. После 1922 года она выехала за границу, поселившись в Париже. Умерла 12 ноября 1924 года и похоронена на кладбище Батиньоль. Своё состояние, которое у неё осталось от недвижимости за рубежом, она завещала фонду помощи талантливым детям из русской эмиграции.